# 贝莱尔 (佛罗里达州)
贝莱尔（英語：Belleair），是美国佛罗里达州皮尼拉斯縣下属的一座城镇。建立于1924年。面积约为7.3平方公里（约合2.8平方英里）。根据2010年美国人口普查，该市有人口3,869人。论人口在本州排行第231。